# Еміль Гаузер
Еміль Гаузер (нім. Emil Hauser; 17 травня 1893, Будапешт — 27 січня 1978, Єрусалим) — угорсько-американський скрипаль.

## Біографія
У 1917 році був одним із засновників Будапештського квартету, в якому грав першу скрипку до 1932 року. У 1933 році виїхав до Палестини, був одним з творців Палестинської консерваторії і тут також створив струнний квартет. У кінці 1930-х років переселився до США, викладав у Бард-коледжі. Наприкінці 1960-х років повернувся до Ізраїлю.